# Ibn al-Khattab
Samir Saleh Abdoullah al-Souwailem, dit Ibn al-Khattab (arabe : ابن الخطاب), né le 14 avril 1969 à Arar (Arabie saoudite) et tué vers le 20 mars 2002 en Tchétchénie (Russie), appelé souvent l'émir Khattab, est un chef de guerre terroriste islamiste connu pour ses opérations militaires en Tchétchénie contre les forces fédérales russes lors des première et seconde guerres de Tchétchénie. Khattab était considéré par les États-Unis et la Russie comme lié à Al-Qaïda.

## Biographie

### Asie centrale
En 1987 ou 1988, Khattab émigre en Afghanistan pour rejoindre les moudjahidines en lutte contre l'Union soviétique et la république d'Afghanistan. Il participe notamment aux batailles de Jalalabad (en), Khost et Kaboul. À cette époque, il est en contact avec Oussama ben Laden,. 
Après la chute de la république d'Afghanistan et l'établissement d'un État islamique d'Afghanistan, Khattab rentre brièvement en Arabie saoudite en 1993. Il ne tarde cependant pas à revenir en Afghanistan, d'où il finance des opposants aux régimes laïcs d'Ouzbékistan et du Tadjikistan. Apprenant qu'un nouveau conflit contre les Russes se déroule dans ce pays, il décide d'y partir avec un petit groupe de combattants aguerris. Sur place, il prend part à plusieurs embuscades contre les gardes-frontières russes dont celle du 13 juillet 1993 (ru),,. 
Au début de l'année 1995, Khattab retourne une nouvelle fois en Afghanistan. Là-bas, il découvre, via un reportage à la télévision satellitaire, qu'un autre djihad contre les Russes a lieu en Tchétchénie. Touché par les images qu'il a vu, il décide de s'y joindre : « Lorsque j'ai vu des Tchétchènes portant des bandanas avec écrit dessus il n'y a de dieu qu'Allah et Mouhammad est Son Messager en train de crier Allahou Akbar, j'ai su qu'il y'avait un djihad en Tchétchénie et que je devais y aller pour eux ». 

### Première guerre de Tchétchénie
Avant sa venue en Tchétchénie, Khattab entre en contact avec Ali Fathi ach-Chichani (ru), un érudit musulman qui l'avertit du caractère instable de la situation sur place tout en affirmant qu'il devrait s'y plaire. 
Khattab arrive en Tchétchénie au printemps 1995 en même temps que huit ou dix-huit autres moudjahidines arabes dont Abou al-Walid et Abou Qoutayba (ar),. Initialement, il prévoit d'y rester seulement deux ou trois semaines, le temps de se faire une idée plus précise de la situation. Équipé de sa caméra, il réalise des interviews de locaux allant du simple paysan au commandant comme Chamil Bassaïev.    
Pendant le premier conflit tchétchène, Khattab combat les forces de sécurité russes et sert d'intermédiaire financier entre les sources de financement étrangères et les combattants tchétchènes. Pour favoriser la collecte de fonds et diffuser le message du petit djihad, Khattab se fait souvent accompagner d'une équipe de deux vidéastes qui filment les combats et les exécutions de prisonniers de guerre. Khattab rencontre Chamil Bassaïev et devient son plus proche allié. Il s'associe aussi à Zelimkhan Iandarbiev.
Khattab devient célèbre en Russie à la suite d'une embuscade contre une colonne russe dans les gorge de Iarychmardy (ru) près de Chatoï dans le sud montagneux de la Tchétchénie. L'attaque tue 53 appelés et en blesse 53 selon les sources russes officielles. Selon d'autres sources[évasif], près de 100 soldats du 245e régiment motorisé sont tués et certains[évasif] estiment qu'il y a 223 morts dont 23 officiers de haut rang. Selon Khattab, on déplore seulement 4 morts parmi les 50 attaquants. Cette hécatombe conduit au remplacement du ministre de la défense de l'époque, Pavel Gratchiov[réf. nécessaire].
Après la fin de la première guerre de Tchétchénie, Khattab devient un puissant chef de guerre et dirige le Régiment islamique, une milice composée principalement de djihadistes étrangers qui avaient participé au conflit. Khattab met en place un réseau de camps paramilitaires en Tchétchénie qui accueillent non seulement des islamistes du Nord-Caucase mais aussi des partisans géorgiens de l'ancien président Zviad Gamsakhourdia.

### Daghestan
Le 21 décembre 1997, près d'un an après la signature de l'accord de Khassaviourt concluant la première guerre de Tchétchénie, le Régiment islamique et un groupe de rebelles daghestanais attaquent (ru) la base de la 136e brigade motorisée russe à Bouïnaksk au Daghestan, brûlant près de 300 véhicules (selon les sources russes, seulement 10 détruits et 15 endommagés) et tuent un nombre indéterminé de soldats.
En 1998, Khattab crée avec Chamil Bassaïev la brigade islamique internationale de maintien de la paix (connue aussi sous le nom d'armée islamique du maintien de la paix) qui est ajoutée en février 2003 à la liste des organisations terroristes du département d'État américain. En août et septembre 1999 les opérations militaires de cette organisation au Daghestan mènent à la seconde guerre de Tchétchénie.

### Seconde guerre de Tchétchénie
Pendant la guerre, Khattab dirige sa milice contre les troupes russes en Tchétchénie et s'occupe de l'accueil des djihadistes étrangers et de la gestion des aides financières étrangères. Selon les autorités russes, il planifie aussi des attentats en Russie. Le 29 février 2000 des insurgés sous la direction de l'émir Abou al-Walid, un adjoint de Khattab, attaquent une compagnie russe aéroportée du 51e régiment de parachutistes près du village d'Oulous-Kert (ru) ; la bataille du sommet 776 dure au moins trois jours et se traduit par la mort au combat de 86 parachutistes russes. Le 29 mars 2000, Khattab mène une  attaque (en) contre un convoi des forces spéciales russes (OMON) près de Jani-Vedeno (ru), tuant 43 hommes et en capturant onze dont neuf sont par la suite exécutés par fusillade après le refus de la Russie de les échanger contre le colonel Iouri Boudanov, accusé du viol et du meurtre d'une adolescente tchétchène,,,.

### Mort et succession
Khattab est probablement tué dans la nuit du 19 au 20 mars 2002. Selon l'agence de presse Kavkaz Center (en), Khattab est mort après qu'un émissaire daguestanais lui eut transmis une lettre empoisonnée. La Russie annonce pour sa part que Khattab a été tué dans une opération spéciale.
Il est remplacé par Abou al-Walid.

## Ouvrage
- (en) Samir Saleh Al-Suwailem (trad. de l'arabe), Memories of Amir Khattab : The Experience of the Arab Ansar in Chechnya, Afghanistan, & Tajikistan [« تجربة الأنصار العرب في الشيشان-خواطر مواقف للقائد خطاب (تقبله الله) »], Ansar Al-Mujahideen English Forum,‎ 2012, 48 p. (lire en ligne)